# Grumman E-1
Die Grumman E-1 Tracer war das erste trägergestützte Frühwarnflugzeug der U.S. Navy, das speziell für diesen Einsatzzweck gebaut worden war.

## Entwicklungsgeschichte
Die Grumman E-1B Tracer wurde aus der Grumman C-1 Trader entwickelt, die wiederum von der Grumman S-2 abgeleitet wurde. Die ersten Einheiten traten ihren Dienst im Jahr 1958 an. Sie wurden ab 1970 von der Grumman E-2C Hawkeye abgelöst.
Ihre frühere Bezeichnung war WF, was ihr den Spitznamen Willy Fudd einbrachte. Die Grumman S-2 Tracker, frühere Bezeichnung S2F, hatte den Spitznamen Stoof. Mit ihrem charakteristischen Radom auf dem Rücken bekam die E-1B Tracer den Spitznamen Stoof with the Roof.
Die Trader wie auch die Tracker waren Schulterdecker mit zwei Sternmotoren in Gondeln, in die auch die Hauptfahrwerke eingezogen werden. Für die Weiterentwicklung der Trader zur Tracer wurde ein großes Radom auf den Rumpf montiert, das die Antenne des AN/APS-82-Radars aufnahm. Die Antenne hatte eine Größe von 5,12 × 1,52 m und drehte sich sechsmal in der Minute. Das Seitenleitwerk wurde entfernt und ein neues an das Höhenleitwerk montiert. Diese „hässliche Ente“ absolvierte ihren Erstflug am 1. März 1957. Die Motorleistung der Tracer wurde nicht erhöht; die Leistungsreserven der Wright Cyclone R-1820-82WA ließen dies nicht zu. Die WF-2 Tracer war eigentlich das erste reine AEW-Flugzeug der US Navy, während der TBM-3W Avenger und der AD-3W/-4W/-5W Skyraider als weitere Aufgabe die Suche nach U-Booten zufiel. Dies war jedoch nur in aufgetauchtem Zustand der U-Boote möglich, da diese unter Wasser für Radargeräte kein Echo abgaben. Die Besatzung der WF-2 bestand aus einem Piloten, einem Kopiloten sowie zwei, im Bedarfsfalle drei, Radaroperateuren.
Das AN/APS-82-Radar hatte eine Reichweite von 320 km und konnte auch Ziele über dem Land ausfindig machen. Die E-1B Tracer verfügte zudem über eine Datenverbindung zum Heimatträger, der dadurch die E-1B Tracer in der Jägerleitung unterstützen konnte. Ab Februar 1958 löste die E-1B Tracer nach und nach die AD-5W(EA-1F) Skyraider in den AEW-Staffeln ab. Die US Navy hatte bis in die Mitte der sechziger Jahre nur zwei AEW-Staffeln, dies waren die VAW-11 Early Eleven (Leitwerkscode RR) an der Pazifikküste und die VAW-12 Bats (Leitwerkscode GE) an der Atlantikküste. Diese Staffeln stellten auf jedem Träger ein Detachement von drei bis vier Flugzeugen.
Am 13. April 1967 wurden die Staffeln umbenannt. Aus VAW-11 wurde die VAW-111 Hunters und aus VAW-12 die VAW-121 Griffins. Die anderen zu selbstständigen Staffeln umbenannten Detachments der VAW-11 und VAW-12 wurden alle auf die E-2A Hawkeye umgerüstet. VAW-111 und -112 folgten 1975. Der letzte Trägereinsatz der Tracer war 1977 an Bord der Franklin D. Roosevelt mit der Reservestaffel RVAW-110 Firebirds. Eine der letzten 1975 auf der Roosevelt eingesetzten E-1B Tracer der Staffel VAW-121, Bureau Number 148146 (Leitwerkscode AE-711) des Carrier Air Wing Six, wurde nach dem Einsatz in das National Museum of Naval Aviation in Pensacola (Florida, USA) geflogen, wo sie noch heute zu sehen ist.

## Produktion
Bauzahlen der Grumman E-1 Tracer:
| Version  | 1958 | 1959 | 1960 | 1961 | SUMME |
| -------- | ---- | ---- | ---- | ---- | ----- |
| WF-2/E-1 | 6    | 22   | 36   | 24   | 88    |

## Technische Daten
| Kenngröße             | Daten                              |
| --------------------- | ---------------------------------- |
| Länge                 | 13,26 m                            |
| Spannweite            | 22,13 m                            |
| Höhe                  | 5,05 m                             |
| Triebwerke            | 2 × Kolbenmotoren Wright R-1820-82 |
| Leistung              | 2 × 1525 PS                        |
| Höchstgeschwindigkeit | 450 km/h                           |
| Dienstgipfelhöhe      | 6095 m                             |
| Reichweite            | 1290 km                            |

## Galerie

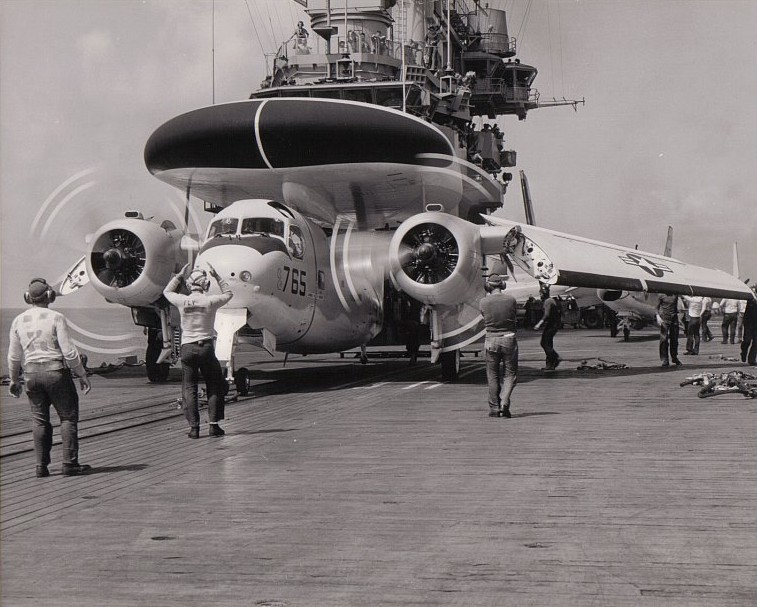
Eine WF-2 der VAW-11 klappt 1962 zum Start die Tragflächen aus
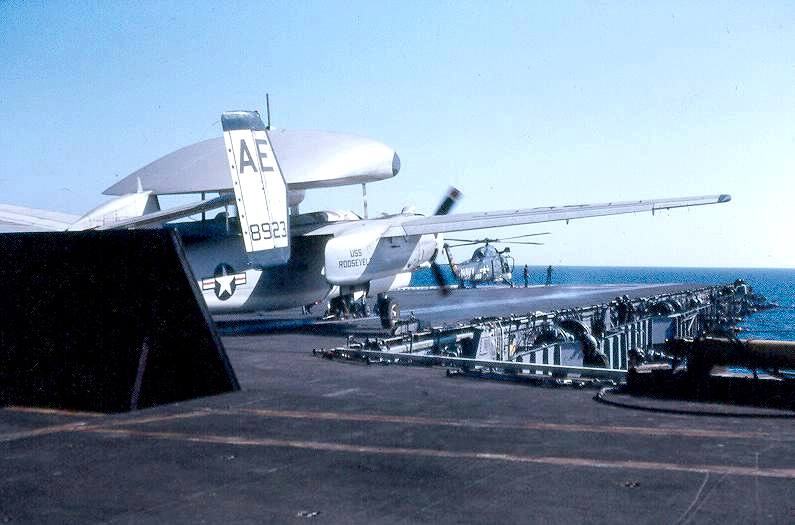
E-1B der Staffel VAW-121 1970 auf der USS Franklin D. Roosevelt
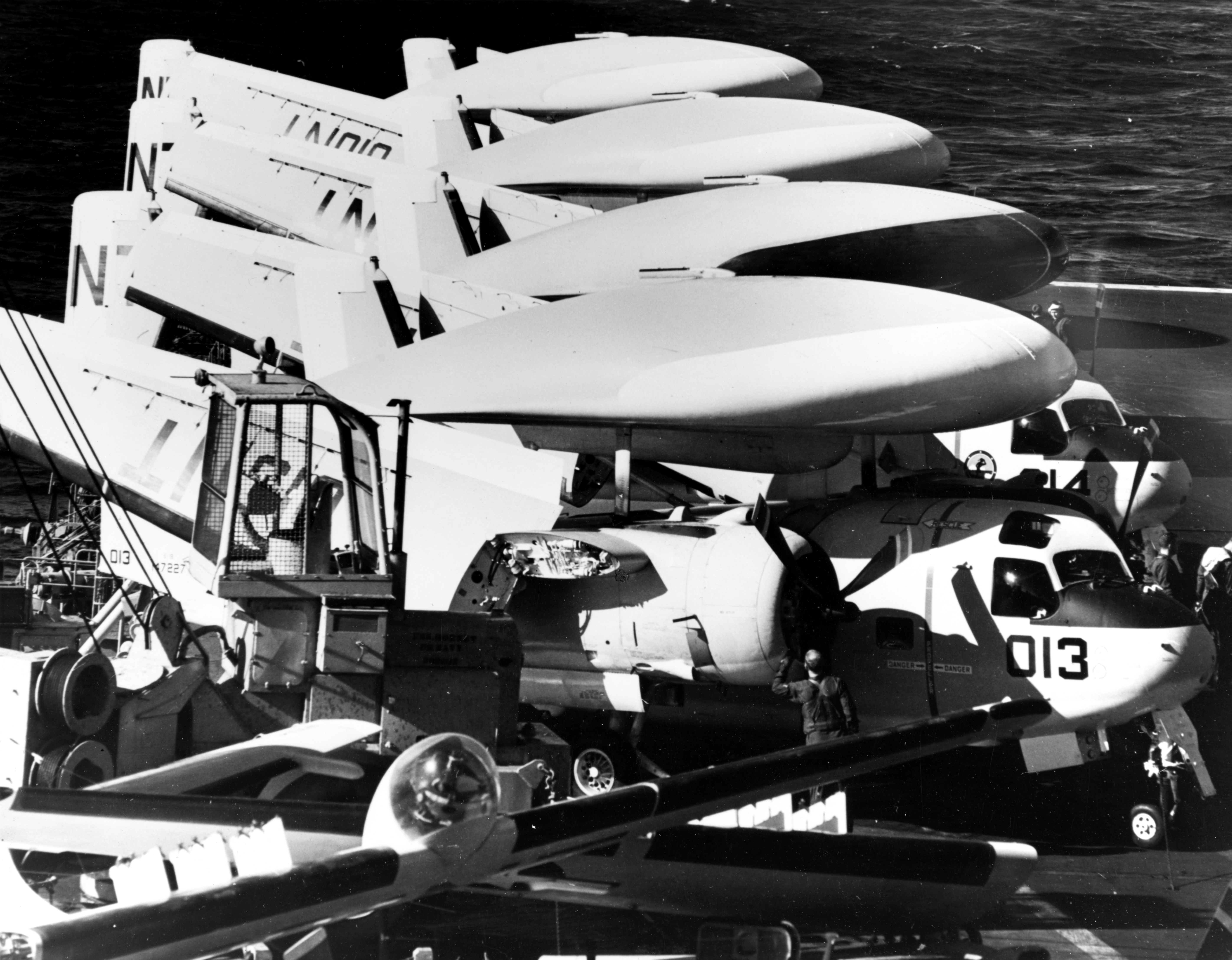
E-1B der Staffel VAW-111 der USS Hornet 1970
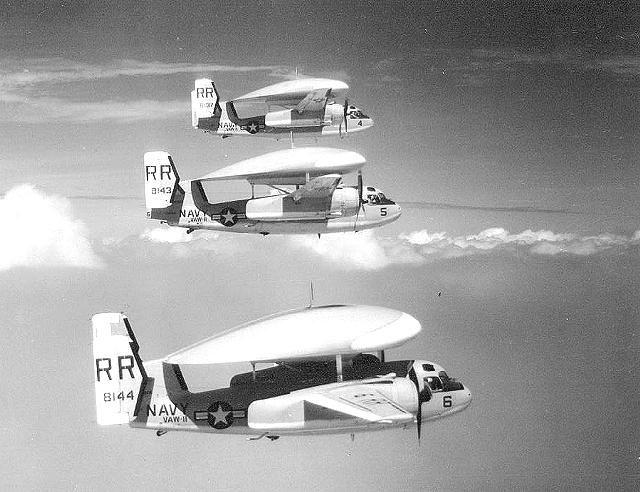
Drei Willy Fudd der Staffel VAW-11 Early Eleven